# حسين طبيشات
حسين علي طبيشات ممثل أردني ولد في حي البارحة في مدينة إربد عام 1967، حاصل على البكالوريوس في التمثيل والإخراج من جامعة اليرموك عام 1989. وإشتهر بأداء شخصية العم غافل التي ظهرت لأول مرة في مسلسل العلم نور بنسخته الثانية. وقد شكل ثنائيا كوميديا لافتًا مع الممثل الأردني الكوميدي محمود صايمة الذي إشتهر هو الآخر بشخصية (حمدي).

## أعمالة

### المسرحيات
1. أولاد حارتنا
2. حاميها وحراميها
3. إمبراطورية الرئيس
4. صح لسانك
5. الآن فهمتكم
6. فشة غل
7. بصحتك يابلد
8. حنا السيف
9. غاز وكاز و3 فاز
10. خربانه
11. العلم نور
12. التدوير
13. صفينا على الحديدة

### المسلسلات
1. العلم نور
2. يوميات العم غافل
3. جحا
4. الباب في الباب
5. وين ما طقها عوجة
6. الصلح خير
7. غافل غاوي مشاكل
8. سامحونا بنحبكوا
9. نقطة وسطر جديد
10. نجمة والأستاذ
11. نص ع نص
12. يوميات حمدي والعم غافل - 2006
13. هيك ومش هيك -2016
14. دقة ع الوتر - 2018
15. صدفة - 2022
16. مجمع السعادة - 2023

### البرامج التلفزيونية
1. برنامج النشامى
2. كلمة ونص مع العم غافل
3. هات من الآخر، 2006
4. المشاركة في برنامج الغرفة مع الاعلامي حازم رحاحلة

### الجوائز
- جائزة فورد العالمية 2005
- تكريم الاتحاد العالمي للابداع الفكري والادبي - السويد 2015